# Equalizzazione del rumore del mare nel sonar
Il rumore del mare è un suono caratterizzato da un insieme di vibrazioni acustiche nell'acqua distribuite in un'ampia gamma di frequenze con ampiezze non uniformi, similmente al rumore rosa, dipendenti da alcune variabili fisiche.
Il fenomeno è stato studiato da Vern Oliver Knudsen, nel contesto di una campagna sperimentale molto lunga, allo scopo di valutare l'entità delle perturbazioni acustiche in mare che ostacolano la scoperta dei bersagli con il sonar.
Per ottimizzare la localizzazione subacquea nei confronti dello spettro del rumore del mare è stata studiata una tecnica detta equalizzazione del rumore del mare nel sonar. 

## L'equalizzazione

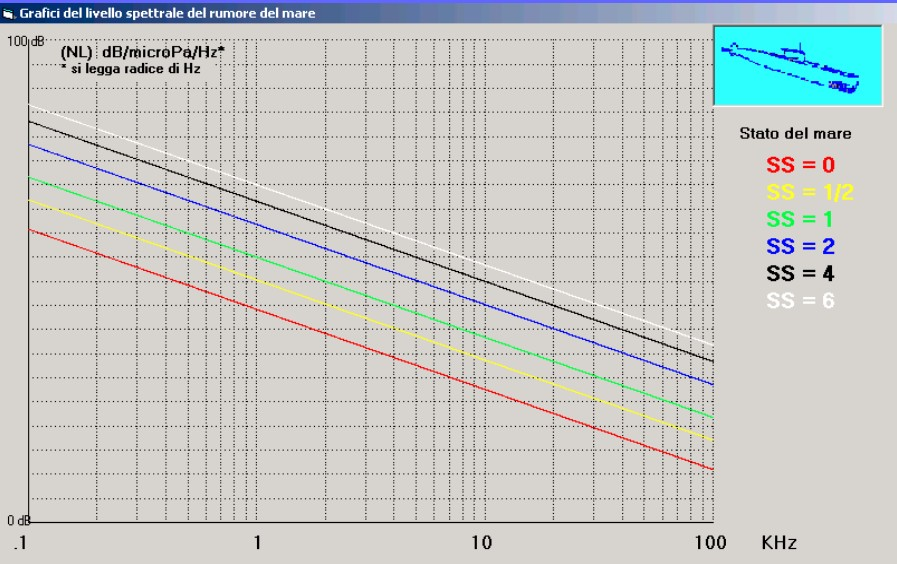
Spettro del rumore del mare con pendenza di con il crescere della frequenza

Generalmente quando la banda di ricezione del sonar è molto estesa si impiega il processo di equalizzazione del rumore del mare; il metodo consente di abbattere le frequenze più basse del rumore che, dato il loro elevato livello sotto i {\displaystyle 100\ Hz}, possono provocare riduzioni sensibili nella ricezione dei segnali bersaglio.. 
L'equalizzazione riducendo l'ampiezza dello spettro del disturbo alle frequenze basse riduce anche il livello dei segnali idrofonici di BF che però, data la loro irrilevante attenuazione per assorbimento, hanno livelli più elevati di altri disposti nella fascia più alta dello spettro.

### Prima del processo

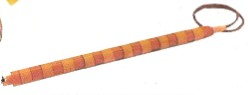
Idrofono a stecca della base ricevente

In assenza di equalizzazione il rumore del mare captato da un idrofono della base ricevente genera una tensione che, opportunamente amplificata, si presenta all'elaborazione del sonar con uno spettro di frequenza identico allo spettro del rumore del mare.
Lo spettro della pressione acustica dovuta al rumore del mare è mostrato nella figura della prima sezione.

### Caratteristiche del processo
Il processo prevede una variazione sostanziale dello spettro della tensione in uscita dall'idrofono dovuta al rumore del mare; variazione ottenuta modificando il tipo di risposta del preamplificatore.
L'equalizzazione si realizza con una riduzione del guadagno dei preamplificatori idrofonici del sonar assegnandogli un valore variabile con la frequenza con una pendenza di {\displaystyle -6\ dB/ottava} con il decrescere della frequenza; questo andamento della risposta non compensa perfettamente quella del mare di {\displaystyle -5\ dB/ottava} che si manifesta con il crescere della frequenza, ma data la semplicità di realizzazione viene comunemente adottata.

### L'amplificatore equalizzatore
L'amplificatore equalizzatore 
esegue il taglio sul guadagno di {\displaystyle -6\ dB}/  ottava grazie ad un circuito {\displaystyle R\ C} realizzato come mostra la figura, nella quale il condensatore {\displaystyle C} può essere la capacità stessa dell'idrofono idr.

#### Funzione di trasferimento
La funzione di trasferimento dell'amplificatore è:
{\displaystyle G=20\ \log \left[{\frac {R_{1}}{\sqrt {R_{2}^{2}+\left({\frac {1}{|2\ \pi \ f\ c|^{2}}}\right)}}}\right]}  
il cui andamento, in forma logaritmica, è visibile in figura per {\displaystyle f} variabile da :
{\displaystyle f_{1}=100\ Hz\ } a {\displaystyle f_{2}=10000\ Hz\ }.

#### Spettro equalizzato della tensione dovuta al rumore del mare

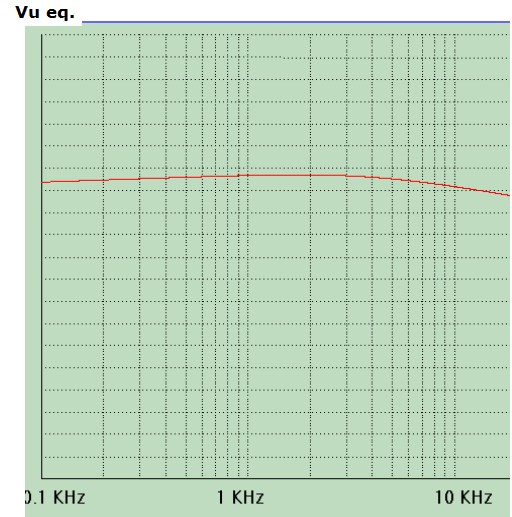
Spettro della tensione Vu, per rumore del mare forza 2, all'uscita dell'equalizzatore: ordinate 5 dB/divisione

Data la nuova risposta dell'amplificatore  se ne deve valutare il comportamento ipotizzando all'ingresso una tensione di rumore il cui spettro varia secondo le curve della figura della prima sezione.
Il nuovo spettro della tensione in uscita dall'equalizzatore è tracciato in figura:
questa mostra come lo spettro del rumore dovuto al mare venga proposto al sonar come una tensione il cui spettro è contenuto in una fascia ristretta d'ampiezza dell'ordine di {\displaystyle \approx \ 5\ dB} nell'intervallo di frequenza compreso tra {\displaystyle f_{1}=100\ Hz\ } e {\displaystyle f_{2}=10000\ Hz\ }.

## Collegamenti interni
- Testi scaricabili liberamente